# Linia 12 metra w Paryżu
Linia 12 paryskiego metra jest linią zbudowaną w Paryżu w 1910 roku. Ostatnio rozbudowywana w 2022 roku. Łączy stacje Mairie d’Issy i Mairie d’Aubervilliers. Jest obsługiwana przez składy typu MF 67.

## Lista stacji

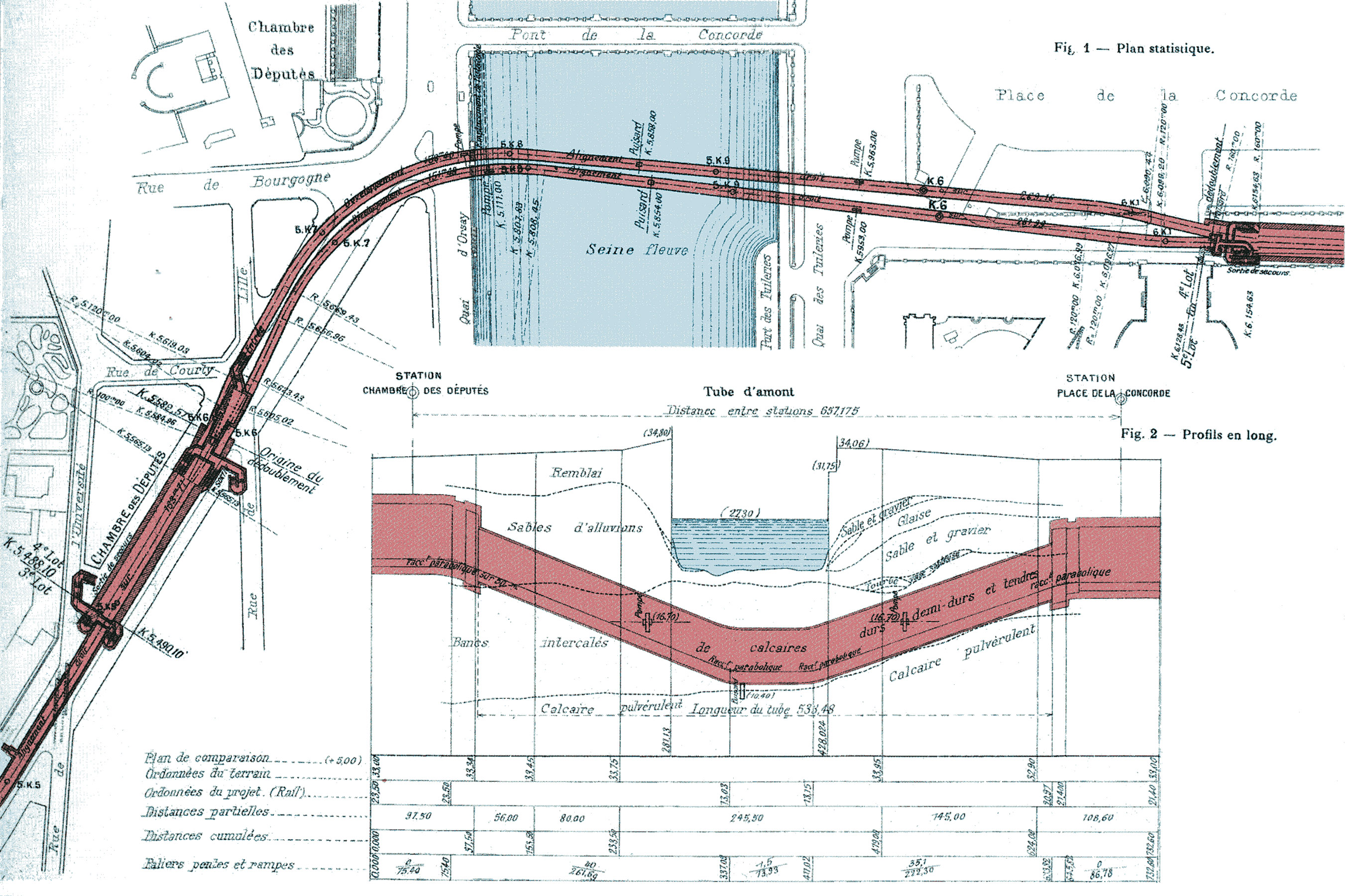
Przejazd pod Sekwaną w pobliżu mostu Pont de la Concorde

### W eksploatacji
| #  | Nazwa                                             | Miejscowość/dzielnica                      | Otwarcie | Możliwe przesiadki | Liczba pasażerów (2021) | Pozycja w całym systemie względem liczby pasażerów (2021) |
| -- | ------------------------------------------------- | ------------------------------------------ | -------- | ------------------ | ----------------------- | --------------------------------------------------------- |
| 1  | Mairie d’Aubervilliers Plaine des Vertus          | Aubervilliers                              | 2022     | –                  | –                       | –                                                         |
| 2  | Aimé Césaire                                      | Aubervilliers                              | 2022     | –                  | –                       | –                                                         |
| 3  | Aubervilliers - Saint-Denis Front populaire       | Aubervilliers; Saint-Denis                 | 2012     | –                  | 1 948 542               | 183                                                       |
| 4  | Porte de la Chapelle                              | 18. dzielnica                              | 1916     |                    | 1 866 281               | 193                                                       |
| 5  | Marx Dormoy                                       | 18. dzielnica                              | 1916     | –                  | 2 425 928               | 139                                                       |
| 6  | Marcadet – Poissonniers                           | 18. dzielnica                              | 1916     |                    | 3 982 005               | 55                                                        |
| 7  | Jules Joffrin                                     | 18. dzielnica                              | 1912     | –                  | 2 854 819               | 117                                                       |
| 8  | Lamarck – Caulaincourt                            | 18. dzielnica                              | 1912     | –                  | 1 875 717               | 191                                                       |
| 9  | Abbesses Butte Montmartre                         | 18. dzielnica                              | 1913     | –                  | 1 513 884               | 233                                                       |
| 10 | Pigalle                                           | 9. dzielnica; 18. dzielnica                | 1911     |                    | 3 501 831               | 77                                                        |
| 11 | Saint-Georges                                     | 9. dzielnica                               | 1911     | –                  | 751 555                 | 291                                                       |
| 12 | Notre-Dame-de-Lorette                             | 9. dzielnica                               | 1910     | –                  | 1 893 828               | 188                                                       |
| 13 | Trinité – d’Estienne d’Orves                      | 9. dzielnica                               | 1910     | –                  | 1 051 982               | 280                                                       |
| 14 | Saint-Lazare                                      | 8. dzielnica; 9. dzielnica                 | 1910     |                    | 33 128 384              | 2                                                         |
| 15 | Madeleine                                         | 8. dzielnica                               | 1910     |                    | 5 330 928               | 27                                                        |
| 16 | Concorde                                          | 1. dzielnica; 8. dzielnica                 | 1910     |                    | 3 401 219               | 86                                                        |
| 17 | Assemblée nationale                               | 7. dzielnica                               | 1910     | –                  | 611 512                 | 296                                                       |
| 18 | Solférino Musée d’Orsay                           | 7. dzielnica                               | 1910     | –                  | 1 269 143               | 255                                                       |
| 19 | Rue du Bac                                        | 7. dzielnica                               | 1910     | –                  | 1 423 364               | 242                                                       |
| 20 | Sèvres – Babylone                                 | 6. dzielnica; 7. dzielnica                 | 1910     |                    | 3 392 504               | 88                                                        |
| 21 | Rennes                                            | 6. dzielnica                               | 1910     | –                  | 861 334                 | 288                                                       |
| 22 | Notre-Dame-des-Champs                             | 6. dzielnica                               | 1910     | –                  | 1 487 256               | 238                                                       |
| 23 | Montparnasse – Bienvenüe                          | 6. dzielnica; 14. dzielnica; 15. dzielnica | 1910     |                    | 20 407 224              | 4                                                         |
| 24 | Falguière                                         | 15. dzielnica                              | 1910     | –                  | 650 291                 | 295                                                       |
| 25 | Pasteur                                           | 15. dzielnica                              | 1910     |                    | 3 026 286               | 105                                                       |
| 26 | Volontaires                                       | 15. dzielnica                              | 1910     | –                  | 1 734 848               | 203                                                       |
| 27 | Vaugirard                                         | 15. dzielnica                              | 1910     | –                  | 2 482 886               | 136                                                       |
| 28 | Convention                                        | 15. dzielnica                              | 1910     | –                  | 3 734 750               | 67                                                        |
| 29 | Porte de Versailles Parc des Expositions de Paris | 15. dzielnica                              | 1910     |                    | 3 268 157               | 93                                                        |
| 30 | Corentin Celton                                   | Issy-les-Moulineaux                        | 1934     | –                  | 2 504 682               | 134                                                       |
| 31 | Mairie d’Issy                                     | Issy-les-Moulineaux                        | 1934     | –                  | 2 874 138               | 115                                                       |